# Luca Tesconi
Luca Tesconi né le 3 janvier 1982 à Pietrasanta en Italie est un tireur sportif dans la catégorie masculine de pistolet à air à 10 mètres. 

## Palmarès

### Jeux olympiques
- Jeux olympiques de 2012 à Londres :
  -  Médaille d'argent en tir au pistolet à air à 10 mètres.

### Jeux méditerranéens
- Jeux méditerranéens de 2022 à Oran :
  -  Médaille de bronze en tir au pistolet à air à 10 mètres.
  -  Médaille de bronze en tir au pistolet à air à 10 mètres par équipe mixte.